# دانکاندا
دانکاندا (به لاتین: Dankanda) یک منطقهٔ مسکونی در سری‌لانکا است که در استان مرکزی (سری‌لانکا) واقع شده‌است.